# Miguel Hidalgo, Tepanco de López
Miguel Hidalgo är en ort i Mexiko.   Den ligger i kommunen Tepanco de López och delstaten Puebla, i den sydöstra delen av landet, 200 km sydost om huvudstaden Mexico City. Miguel Hidalgo ligger 1 729 meter över havet och antalet invånare är 384.
Terrängen runt Miguel Hidalgo är kuperad åt sydost, men åt nordväst är den platt. Runt Miguel Hidalgo är det ganska tätbefolkat, med 108 invånare per kvadratkilometer. Närmaste större samhälle är Tehuacán, 11,4 km öster om Miguel Hidalgo. Trakten runt Miguel Hidalgo består i huvudsak av gräsmarker.